# Séisme de 2003 de la Tchouïa
Le séisme de 2003 de la Tchouïa (en russe : Чу́йское землетрясе́ние 2003 го́да) est un tremblement de terre d’une magnitude de 7,5 survenu le 27 septembre 2003 à 18 heures 33 minutes et 26 secondes, heure locale. Son épicentre est situé approximativement à 60 km de Koch-Agatch, le centre administratif du raïon de Koch-Agatch. Le foyer (ou hypocentre) du séisme a été localisé à 10 km de profondeur. Plus de 300 secousses secondaires ont été enregistrées dans les heures qui ont suivi, celles-ci ayant des magnitudes se situant entre 4,0 et 7,0. L'intensité de ce séisme a été d'environ 7,3 à l'épicentre.
Le séisme s'est produit dans une zone peu peuplée, limitant les dégâts, même s'il a détruit presque totalement le village de Beltir, alors peuplé selon le recensement de 2002 de 1211 habitants. Aucun mort a été déploré des secousses, mais des suicides post-traumatiques ont eu lieu dans le village de Beltir.

## Caractéristiques

### Secousse principale et cause
La secousse principale est survenue à 18 heures 33 minutes et 23,3 secondes heure locale. Le foyer se situe à 10 km de profondeur, à approximativement à 60 km de Koch-Agatch. La secousse est intervenue dans le système montagneux de l'Altaï en Asie centrale, système à cheval sur quatre pays : Russie, Chine, Kazakhstan et Mongolie. La magnitude au foyer était de 7,5 sur l'échelle de Richter.
Le foyer a eu lieu dans le massif des Alpes de la Tchouïa, presque à la frontière entre la Tchouïa du Nord et la Tchouïa du sud (deux chaînons du massif). Il se situe dans le raïon de Koch-Agatch, subdivision de la république de l'Altaï, un sujet de la Russie. Le village le plus proche est Beltir, à 26 km à l'est-est-nord ; tandis que la capitale du sujet, Gorno-Altaïsk, est à près de 260 km au nord-nord-ouest. Les frontières sont pas loin de l'hypocentre, mais les zones en Chine et en Mongolie sont presque inhabitées.
La cause des montagnes est la croissance des montagnes, qui continuent de grandir dans l'Altaï.

### Répliques
Liste des répliques, avec en parenthèse l'heure locale (UTC+7) ,:
- 27/09/2003 18:52:50 UTC (28/09/2003 01:52:50) — magnitude 6,7
- 01/10/2003 01:03:28 UTC (01/10/2003 08:03:28) — magnitude 7,0
- 01/10/2003 03:58:47 UTC (01/10/2003 10:58:46) — magnitude 4,5
- 13/10/2003 05:26:40 UTC (13/10/2003 12:26:40 PM) — magnitude 5,0

Plus de 300 secousses ont été au total enregistrées comme répliques.

## Conséquences

### République de l'Altaï

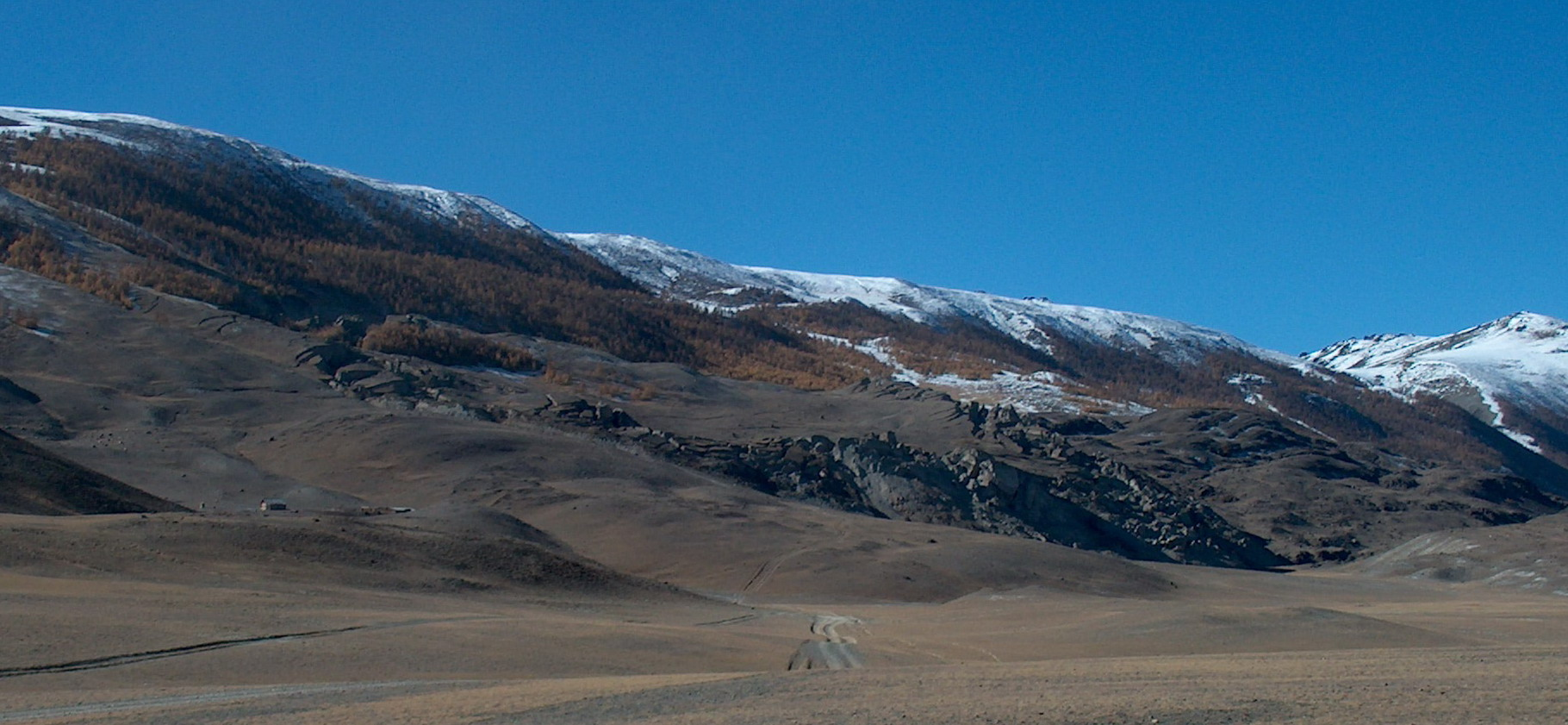
Glissement de terrain provoqué par le séisme de 2003.

Dans la zone de l'épicentre, le tremblement de terre a eu une magnitude de plus de 10 points sur l'échelle Medvedev-Sponheuer-Karnik. En conséquence, de nombreux glissements de terrain, effondrements, et importantes fissures se sont produites.
Malgré sa magnitude conséquente, la zone où il s'est produit est très peu peuplée. Le raïon de Koch-Agatch possède seulement 16 villages sur une superficie de 19 845 km2. En 2002, la population du raïon était de 17 353 habitants, soit une densité de 0,93 hab./km2.
Dans la république de l'Altaï, 1899 bâtiments résidentiels ont été endommagés, dans lesquels vivaient plus de 7 000 personnes. Par ailleurs, 25 écoles, 16 hôpitaux, 7 chaufferies ont été endommagé (les villages disposent souvent de leur propre chaufferie à cause des distances). Mais aucun mort n'a été enregistré sur le coup, un miracle selon les médias locaux.
Les premiers jours suivant le séisme, l'Altaï était coupé du monde, sa route, la route de la Tchouïa avec sa plate-forme et ses ouvrages d'arts ayant été gravement endommagés. Lorsque les véhicules de secours furent envoyés vers le sud, le signe annonciateur des dégâts fut le col du Tchike-Taman, recouvert d'éboulements. Le Ministère des Situations d'urgence envoya des grimpeurs afin de commencer à déblayer, puis les bulldozers se sont chargés du reste. Des voitures avaient été prises au piège entre les pierres, mais aucune victime.
Les dégâts les plus importants furent enregistrés dans les raïons de Koch-Agatch et d'Oulagan. Les villages proches subirent d'importants dégâts, en particulier ceux de la steppe de Kouraï (Kyzyl-Tach et Kouraï), eux aussi très proches. Plus généralement, la steppe de la Tchouïa (raïon de Koch-Agatch) fut l'endroit avec le plus de dommages. Pendant plusieurs jours dans les villages les plus proches du foyer, les habitants dormirent dans les rues, dans des tentes, ou dans des lieux publics (hangars par exemple).
Le village de Beltir, le plus proche du foyer, a presque été entièrement détruit. L'école, le stade, les bâtiments résidentiels, et d'autres équipements publics se sont effondrés. Mais à cause du stress suivant le séisme, plusieurs habitants du village de Beltir se sont suicidés. Le premier hiver fut le plus compliqué dans le village, beaucoup d'habitants craignant le froid extrême.
À Aktach, à une quarantaine de kilomètres du foyer, toutes les cheminées sont tombées. Les maisons en brique se sont effondrées peu après, tandis que les maisons en bois ont survécu. Mais l'architecture anti-sismique a permis de donner aux habitants le temps de sortir. La troupe de gardes-frontières située dans le village fit en sorte qu'il n'y ait pas de pillage.

### Autres régions
Néanmoins, sa puissance a fait qu'il soit ressenti loin. Dans le kraï de l'Altaï, certains hauts immeubles ont été endommagés, tout comme des cheminées, châteaux d'eau, pylônes électriques. Dans certains bâtiments, le plâtre s'est effondré, et des fissures sont apparus. À Barnaoul, situé à 470 km au nord-ouest, un glissement de terrain s'est produit lors de la réplique du 1er octobre sur les rives de la rivière Pivovarka.
À Biïsk, elle située à 340 km au nord-ouest, les câbles électriques d'une sous-station a été détruite, entraînant une passe électrique massive dans une partie de la ville. La panne a duré 7 heures, entraînant une petite panique, et les tramways ont été partiellement interrompus. La panique fut telle que le nombre d'appels d'ambulance a été multiplié par sept, certains habitants décidèrent de partir de la ville (ou du moins faire en sorte que leurs enfants partent). La panique fut empirée par l'administration, qui ne communiqua dans un bref message appelant la population à ne pas paniquer, tandis que les radios et télévisions de la ville étaient silencieuses. Pendant la soirée, les magasins reçurent un afflux important de personnes voulant faire des provisions, tandis que d'autres passèrent la nuit dans la rue, à cause des répliques potentielles.
À Tachtagol, dans l'oblast de Kemerovo, des murs de maisons se sont fissurés.
À Novossibirsk, elle située à 650 km, l'intensité a atteint 4 points. Et à cause de l'interférence des ondes sismiques, cette magnitude-ci était plus important qu'à Biïsk et Barnaoul, pourtant situés plus près. Dans cette ville, les habitants sortirent eux aussi des habitations, et des feux de joies se produisirent dans les rues, les habitants préférant rester dehors quitte à faire la fête plutôt de rester chez eux, dans une ville où les séismes sont presque inexistants.
Le séisme a été ressenti jusqu'à plus de 1 000 km du foyer.

## Suites

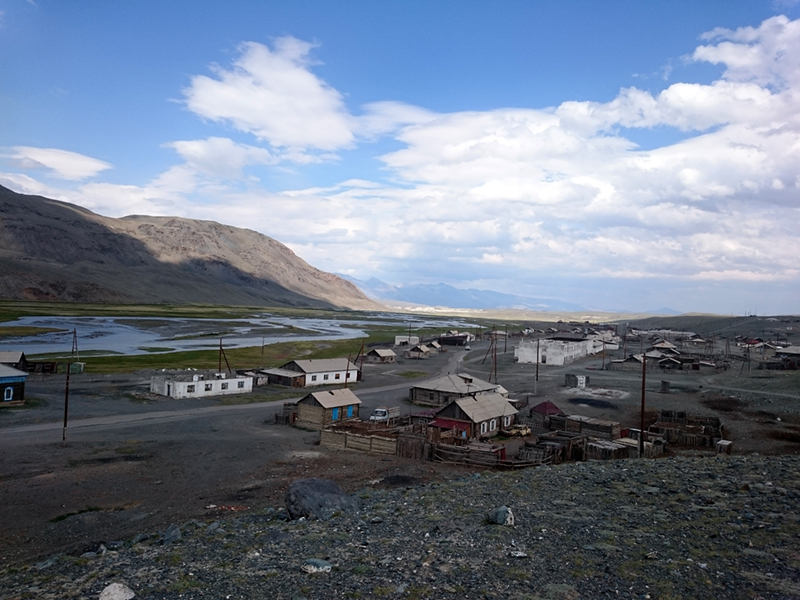
Beltir en 2015. Des ruines sont toujours visibles.

Le village de Beltir était en 2010 peuplé de seulement 363 habitants. Un nouveau village, Novy-Beltir (littéralement « Nouveau Beltir ») a été construit dans la steppe à quelques kilomètres au sud de Koch-Agatch. En 2010, ce nouveau village était peuplé de 904 habitants. Ce nouveau village fut construit dans un laps assez court.
Mais un problème émergea avec cette reconstruction, liée aux tensions ethniques. Le raïon de Koch-Agatch est selon le recensement russe de 2010, composé de 54,4 % de Kazakhs et de 41,3 % d'Altaïens, seul raïon à majorité kazakhe de la république. À Beltir, la population est altaïenne, tandis que le centre administratif Koch-Agatch est kazakh. Le village de Novy-Beltir fut ainsi construite à une distance de Koch-Agatch pour éviter que des tensions éclatent. Par ailleurs, des Altaïens dirent que le séisme était à cause des Kazakhs.
À cause du tremblement de terre, le risque sismique a été élevé pour les villes du sud de la Sibérie occidentale. Ainsi, pour Gorno-Altaïsk, Biïsk et Belokourikha, la magnitude possible est jusqu'à 9 points, tandis que pour Barnaoul et Novossibirsk, elle est jusqu'à 8 points.
Le 14 mars 2016, des secousses ont été enregistrées dans la zone du séisme.

## Superstitions
La république de l'Altaï est un territoire où le folklore, des Altaïens, est très présent, au travers de diverses pratiques tel que le chamanisme. Les Altaïens blâmèrent le séisme sur la découverte de la Princesse de l'Altaï sur le plateau de l'Oukok, momie d'une princesse scythe qui avait été déplacé (jusqu'en 2014, depuis à Gorno-Altaïsk) à un musée de Novossibirsk.
Par ailleurs, selon les Altaïens, les animaux ont prédit le séisme, avec les chiens d'abord puis les chevaux (même si ces derniers pouvaient s'alarmer à cause des chiens). Les habitants quittèrent leurs maisons, et le séisme s'est déclaré peu après. Ils relatent aussi, ce qui est sûr, que les montagnes changeaient sous leurs yeux (les très nombreux glissements terrains) ainsi que le bruit de la terre, comme un fort grondement.